# Dukat (Russland)
Dukat (russisch Дука́т) ist eine Siedlung städtischen Typs in der Oblast Magadan (Russland) mit 1044 Einwohnern (Stand 1. Oktober 2021).

## Geographie
Der Ort liegt etwa 420 km Luftlinie nordöstlich des Oblastverwaltungszentrums Magadan inmitten der dort bis etwa 1500 m aufragenden nördlichen Ausläufer des Kolymagebirges, am Oberlauf des Flüsschens Neponjatny im System des rechten Kolyma-Nebenflusses Sugoi.
Dukat gehört zum Rajon Omsuktschanski und befindet sich gut 20 km westnordwestlich von dessen Verwaltungszentrum Omsuktschan. Die Siedlung ist Sitz und einzige Ortschaft  der Stadtgemeinde (gorodskoje posselenije) Possjolok Dukat.

## Geschichte
Die Siedlung wurde 1968 im Zusammenhang mit der beginnenden Erschließung eines Silber- und Golderzvorkommens gegründet. Seit 19. Februar 1976 besitzt Dukat – benannt nach der Goldmünze Dukat – den Status einer Siedlung städtischen Typs. Ursprünglich befand sich die Siedlung etwa 2 km westlich (flussaufwärts), während erst in den frühen 1980er-Jahren mit der Errichtung von Plattenbauten in der heutigen Ortslage begonnen wurde.

### Bevölkerungsentwicklung
| Jahr | Einwohner |
| ---- | --------- |
| 1979 | 3907      |
| 1989 | 6945      |
| 2002 | 1287      |
| 2010 | 1351      |
| 2021 | 1044      |

Anmerkung: Volkszählungsdaten

## Wirtschaft und Verkehr
Ortsbildendes Unternehmen ist ein Tagebau gut 5 km westlich des Ortes, in dem Silber- und Golderze gefördert werden. Die Silbererzvorräte sind die bedeutendsten in ganz Russland und gehören zu den größten weltweit. Nach einem zwischenzeitlichen Niedergang während der Krise der 1990er-Jahre stammt heute aus Dukat wieder etwa ein Drittel der Silberproduktion Russlands (400–500 Tonnen pro Jahr), daneben bis zu knapp einer Tonne Gold pro Jahr.
Dukat besitzt Straßenverbindung nach Omsuktschan. Dort befindet sich die Erzanreicherungsfabrik, in der auch Erze der kleineren Vorkommen Lunnoje und Arylach aus den Umland verarbeitet werden. Von Omsuktschan, das auch über einen Flughafen verfügt, führt eine über 600 km lange, zumeist unbefestigte Trasse zur R504 nördlich von Magadan.